# أصوات خافتة (مسلسل)
أصوات خافتة مسلسل اجتماعي سوري في ثالث عمل إخراجي للمخرجة إيناس حقي وهو من تأليف: سلاف الرهونجي وسيناريو وحوار أكرم غفرة وحسام الرنتيسي والإشراف العام لهيثم حقي.

## ملخص العمل
ويتصدى هذا المسلسل لبعض مشكلات المجتمع باختلاف فئاته وطبقاته من خلال عدة عائلات وعدة فضاءات مكانية مثل المجلة التي يعمل فيها عدد من الشخصيات الموجودة في العمل والتي بدورها تنقلها إلى أمكنة أخرى تكون مسرحاً لأحداث نستعرض من خلالها مشكلات وقضايا فرعية تصب في السياق العام للعمل. بطلة العمل أمل عرفة شخصية صحفية ... وهي فتاة توفي والدها منذ زمن، ولكنها تتعامل مع الموضوع وكأنه حدث بالأمس، لدرجة أنها تبحث عن شخص يشبه والدها لترتبط به، ولكن ما يحدث أن الظروف تجعلها تلتقي برجل لا يشبه والدها أبداً. وهذا تأكيد على أن الحياة المقبلة أجمل وأحلى، بالإضافة إلى مستويات أخرى لدى الشخصية، تتقاطع مع الخطوط الدرامية الأخرى.

## الممثلون
يشارك في العمل نخبة في نجوم الدراما منهم:
أمل عرفة - نسرين الحكيم - زهير عبد الكريم - ضحى الدبس - وفاء موصللي - نسرين فندي - مازن عباس - وآخرون. وهو من إنتاج قناة الأوربت.